# La evolución Romantic Style
La evolución romantic style es el nombre del segundo álbum de estudio como solista grabado por el cantautor panameño Flex. Fue lanzado al mercado por la compañía discográfica EMI Televisa Music el 27 de enero de 2009. Una edición especial también fue lanzado durante el mismo día.

## Lista de canciones

### Edición estándar
| N.º | Título                                                    | Escritor(es)                          | Duración |  |
| 1.  | «Te dejaré»                                               | Félix Danilo Gómez                    | 3:56     |  |
| 2.  | «Vete»                                                    | Félix Danilo Gómez                    | 4:45     |  |
| 3.  | «Dónde estás»                                             | Félix Danilo Gómez                    | 3:16     |  |
| 4.  | «Desde que te vi»                                         | Félix Danilo Gómez                    | 3:39     |  |
| 5.  | «Te amo tanto»                                            | Félix Danilo Gómez                    | 3:28     |  |
| 6.  | «Dime si te vas con él» (con Fernando "Mr. Saik" Cabrera) | Félix Danilo Gómez · Fernando Cabrera | 3:55     |  |
| 7.  | «Ven»                                                     | Félix Danilo Gómez                    | 3:44     |  |
| 8.  | «Bésame otra vez»                                         | Félix Danilo Gómez                    | 3:41     |  |
| 9.  | «Acércate»                                                | Félix Danilo Gómez                    | 3:22     |  |
| 10. | «Sigues siendo»                                           | Félix Danilo Gómez                    | 4:00     |  |
| 11. | «Ayer te vi»                                              | Félix Danilo Gómez                    | 2:47     |  |
| 12. | «El tiempo se va»                                         | Félix Danilo Gómez                    | 3:43     |  |

### Edición especial
| N.º | Título                                                    | Escritor(es)                          | Duración |  |
| 1.  | «Te dejaré»                                               | Félix Danilo Gómez                    | 3:56     |  |
| 2.  | «Vete»                                                    | Félix Danilo Gómez                    | 4:45     |  |
| 3.  | «Dónde estás»                                             | Félix Danilo Gómez                    | 3:16     |  |
| 4.  | «Desde que te vi»                                         | Félix Danilo Gómez                    | 3:39     |  |
| 5.  | «Te amo tanto»                                            | Félix Danilo Gómez                    | 3:28     |  |
| 6.  | «Dime Si Te Vas Con Él» (con Fernando "Mr. Saik" Cabrera) | Félix Danilo Gómez · Fernando Cabrera | 3:55     |  |
| 7.  | «Ven»                                                     | Félix Danilo Gómez                    | 3:44     |  |
| 8.  | «Bésame otra vez»                                         | Félix Danilo Gómez                    | 3:41     |  |
| 9.  | «Acércate»                                                | Félix Danilo Gómez                    | 3:22     |  |
| 10. | «Sigues siendo»                                           | Félix Danilo Gómez                    | 4:00     |  |
| 11. | «Ayer te vi»                                              | Félix Danilo Gómez                    | 2:47     |  |
| 12. | «El tiempo se va»                                         | Félix Danilo Gómez                    | 3:43     |  |
| 13. | «Te Quiero (Spanglish Versión)» (con Belinda)             | Félix Danilo Gómez · Billy Mann       | 3:17     |  |
| 14. | «Te quiero (Acoustic Versión)» (con Belinda)              | Félix Danilo Gómez                    | 2:44     |  |
| 15. | «El burrito sabanero»                                     | Hugo Blanco                           | 3:25     |  |